# Ulica Sergeja Ejzenštejna (stanice monorailu v Moskvě)
Ulica Sergeja Ejzenštejna (rusky Улица Сергея Эйзенштейна) je stanice na moskevském monorailu, jedná se o její východní konečnou. Je pojmenována podle přilehlé ulice, která nese jméno slavného sovětského filmového režiséra Sergeje Michajloviče Ejzenštejna.

## Charakter stanice
Stanice Ulica Sergeja Ejzenštejna se nachází ve čtvrti Ostankinskij rajon (Останкинский район) v Severovýchodním administrativním okruhu v blízkosti křížení stejnojmenné ulice s Prodolným projezdem (Продольный проезд). V blízkosti se nacházejí pavilony č. 70 a 75 Výstavy úspěchů národního hospodářství.
Stanice má jeden vestibul na severní straně nástupiště, který je spojen s nástupištěm třemi eskalátory. K dispozici je zde i bezbariérový výtah. Nástupiště je chráněno před srážkami lehkou střechou, která je podepřena dvěma řadami kovových sloupů podél osy stanice.